# Vrams Gunnarstorps slott
Vrams Gunnarstorps slott är ett slott i Norra Vrams socken i Bjuvs kommun.
1633 började det slott byggas som i mitten av 1800-talet fick sitt nuvarande utseende. Corps de logiset består av fyra sammanhängande tegelbyggnader, den norra i två våningar, de tre övriga i en våning. 
På östra sidan ligger en stor trädgård, berömd för sina avenboks- och buxbomshäckar. Stilen är nederländsk renässans eller så kallad Christian IV-stil. Carl von Linné besökte slottet och var imponerad av skönheten i parken.

## Historia
Vrams Gunnarstorp förpantades under namnet Vramsgård 1517 till riddaren Hans Skovgaard av ärkebiskop Birger Gunnersen i Lund. Det kom 1620 genom gifte till danske amiralen Jørgen Vind, som 1633-1644 lät uppföra det nuvarande slottet. Sonen Holger sålde det 1665 till sin svåger Christoffer Giedde, eftersom han inte ville bli svensk undersåte. 
Därefter ägdes Vrams Gunnarstorp av dennes måg, överste Casper Johan Berch, en av Karl XII:s krigare. Dennes äldste son, överste Otto Christoffer Berch, dog 1803 ogift. Då övergick Vrams Gunnarstorp till hans adoptivson och släkting hovmarskalken Georg Filip Berch från Estland. Hans änka Ulrika Juliana bytte 1838 Vrams Gunnarstorp mot Össjö sätesgård och 17 tunnor guld till Rudolf Victor Tornérhjelm. 
Tornérhjelm lät på 1850-talet restaurera Vrams Gunnarstorp grundligt under ledning av den danske arkitekten Gottlieb Bindesbøll som knöt an till den danska storhetstiden på 1600-talet. Slottet ägdes av sonen landshövding Gustaf Tornérhjelm till 1934. Numera ägs slottet av Rudolf Tornerhjelm.